# Mount Crawford (Virginia)
Mount Crawford ist eine Town im Rockingham County im US-Bundesstaat Virginia. Das U.S. Census Bureau hat bei der Volkszählung 2020 eine Einwohnerzahl von 439 ermittelt.

## Geografie
Nach Angaben des United States Census Bureau hat die Stadt eine Gesamtfläche von 0,9 km², davon sind 5,71 % Wasser.

## Politik
| Bürgermeister | Bürgermeister        | Bürgermeister | Bürgermeister | stellv. Bürgermeister | stellv. Bürgermeister | stellv. Bürgermeister | stellv. Bürgermeister |
| Amtszeit      | Name                 | Partei/Person | Partei/Person | Amtszeit              | Name                  | Partei/Person         | Partei/Person         |
| ------------- | -------------------- | ------------- | ------------- | --------------------- | --------------------- | --------------------- | --------------------- |
| 1998–2002     | Roscoe Allen Bishop  |               |               |                       |                       |                       |                       |
| 2002–2020     | Alfred Lee Cook      | Ind.          |               |                       |                       |                       |                       |
| 2020–heute    | Dennis Sidney Driver | Ind.          |               | 2020–heute            | Shane Douglas Stevens | Ind.                  |                       |

### Bevölkerungsentwicklung
| Jahr | Einwohner | %±      |
| ---- | --------- | ------- |
| 1870 | 901       | —       |
| 1880 | 392       | −56,5 % |
| 1900 | 330       | —       |
| 1910 | 228       | −30,9 % |
| 1920 | 263       | 15,4 %  |
| 1930 | 272       | 3,4 %   |
| 1940 | 290       | 6,6 %   |
| 1950 | 303       | 4,5 %   |
| 1960 | 247       | −18,5 % |
| 1970 | 276       | 11,7 %  |
| 1980 | 315       | 14,1 %  |
| 1990 | 228       | −27,6 % |
| 2000 | 254       | 11,4 %  |
| 2010 | 433       | 70,5 %  |
| 2020 | 439       | 1,4 %   |

## Wirtschaft
Die Wirtschaft wird geprägt von Einzelhandelsgeschäften. In der Stadt gibt es zahlreiche kleine Geschäfte, darunter Antiquitätenläden und Möbelgeschäfte entlang der Route 11, der Hauptstraße durch die Stadt. Außerhalb der Stadtgrenzen, aber innerhalb der Postleitzahl 22841, befinden sich zwei Versandeinrichtungen: ein Walmart-Lager und eine kleinere Einrichtung für das Sprachunterrichtsunternehmen Rosetta Stone. Rosetta Stone hat seinen Hauptsitz im nahe gelegenen Harrisonburg, Virginia.

## Transport
Die Hauptstraße, die durch Mount Crawford führt, ist die US Route 11. Unmittelbar nördlich der Stadtgrenzen verbindet sich die US 11 mit der Virginia State Route 257, die wiederum mit der Interstate 81, der wichtigsten Fernstraße durch die Region, verbunden ist.